# Fino all'inferno
Fino all'inferno (Inferno) è un film d'azione del 1999, diretto da John G. Avildsen ed interpretato e co-prodotto da Jean-Claude Van Damme.

## Trama
Eddie, divorato dai sensi di colpa delle azioni fatte in guerra, vuole ottenere dal suo amico Johnny il benestare ad effettuare il suo ultimo viaggio, suicidandosi. La moto su cui sta viaggiando è il suo ultimo regalo verso l'amico che gli salvò la vita in guerra. Purtroppo la moto si guasta, fermandosi nel bel mezzo del deserto.
Mentre, tra i fumi dell'alcool Eddie immagina di conversare col suo amico, incappa in tre fratelli: Matt, Jesse e Petey, figli di un boss mafioso dedito al traffico di droga.
Al fratello minore è assegnato il compito di ucciderlo ma questi, all'insaputa degli altri due, mostrando un animo non violento, finge di uccidere Eddie, sparando al suolo.
Convinti che il fratello abbia eseguito l'ordine i due se ne vanno con la moto di Eddie.
Fortunatamente Johnny trova Eddie e lo porta in casa sua curandolo con rimedi naturali. Una volta ripresosi, Eddie decide di andare al paesino dove i tre fratelli vivono, per riprendersi la moto.
Johnny gli dà alcune informazioni, dicendo che in quel paesino ci sono due gang rivali, gli "Hogan", di cui fanno parte i tre fratelli e di cui il padre di questi ultimi è il capo, e gli "Haten", un gruppo di sbandati trafficanti senza un vero leader.
Eddie, una volta arrivato al paese, viene infatuato da Rhonda Reynolds, dopodiché, in accordo con Johnny, riesce a mettere contro le gang rivali. Purtroppo il piano non riesce e capito l'inganno, Johnny viene ferito mortalmente anche dopo le cure di Eddie.
Dopo alcuni giorni di lutto, Eddie ritorna al paese e assieme a Rhonda organizza una serie di trappole, cosicché tutti i membri delle gang muoiono uno dopo l'altro.
Intanto, rimangono in vita Matt e Petey: a quest'ultimo viene risparmiata la vita in quanto egli fece lo stesso con Eddie, mentre Matt affronta l'uomo in uno scontro di arti marziali all'ultimo sangue, durante il quale egli perderà la vita.
Una volta cessata la missione punitiva di Eddie, egli si riprende la propria moto e porta con sé Rhonda in un lungo viaggio, rinunciando ormai all'idea di suicidarsi.

## Produzione
Il film è nato da un'idea di Jean-Claude Van Damme, anche se la sceneggiatura è stata scritta da Tom O'Rourke.
Tra le società impegnate nello stanziamento della spesa preventiva vi è stata la Davis-Films, la quale ha deciso di non apparire nei crediti del film.
Il film è stato annunciato a fine 1998, durante la fase di pre-produzione sono stati stanziati 22.000.000 $ per cominciare la lavorazione.
Il casting è stato curato da Cathy Henderson e Dori Zuckerman. Le riprese si sono svolte nel deserto del Mojave, California (Stati Uniti) a partire dal 20 giugno 1998.

## Distribuzione
Il film è stato trasmesso dalla tv statunitense il 25 settembre 1999, e in Italia il 10 settembre 1999.